# 東アルメニア語
東アルメニア語(ひがしアルメニアご、Արևելահայերեն /Arevelahayeren)はアルメニア語の二つの標準語のうち、アルメニア共和国とその周辺で用いられているものである（もう一つは西アルメニア語）。ロシア・アルメニア語(Ռուսահայերեն / Ṙusahayeren)とも呼ばれる。19世紀初期にエレバン方言を基盤として発展した。
東アルメニア語はコーカサス山脈周辺やイラン国内のアルメニア人コミュニティにおいて用いられている。アルメニア国内とイラン国内それぞれの東アルメニア語は似通っているものの、発音や活用に差異が見られる。アルメニア共和国やイランからの移民により、従来西アルメニア語のみが話されていた国や地域においても東アルメニア語が目立つようになっている。

## 東西方言の区別
東アルメニア語と西アルメニア語は相互理解が容易である。ISO 639の言語コードは、ISO 639-1がhy、ISO 639-3がhyeであり、これはどちらの方言でも共通である。アルメニア語版ウィキペディアではhyのコードが用いられ、主に東アルメニア語により記事が執筆されている。商業的な翻訳は一般にアルメニア共和国の公用語となっている東アルメニア語でなされる。

## 音韻組織

### 母音

#### 単母音
東アルメニア語には6つの単母音が存在する。
|      | 前舌        | 前舌 | 中舌  | 後舌   | 後舌        |
|      | 非円唇      | 円唇 | 中舌  | 非円唇 | 円唇        |
| ---- | ----------- | ---- | ----- | ------ | ----------- |
| 狭   | i ի i       |      |       |        | u ու u      |
| 半広 | ɛ ե, է e, ē |      | ə ը ë |        | ɔ ո, օ o, ò |
| 広   |             |      |       | ɑ ա a  |             |

### 子音
東アルメニア語の子音を、括弧内のアルメニア文字に対応するIPAで示す。
|            |            | 両唇   | 唇歯            | 歯茎    | 後部 歯茎 | 硬口蓋         | 軟口蓋 | 口蓋垂 | 声門     |
| ---------- | ---------- | ------ | --------------- | ------- | --------- | -------------- | ------ | ------ | -------- |
| 鼻音       | 鼻音       | m (մ)  |                 | n (ն)   |           |                |        |        |          |
| 破裂音     | 有気無声音 | pʰ (փ) |                 | tʰ (թ)  |           |                | kʰ (ք) |        |          |
| 破裂音     | 無気無声音 | p (պ)  |                 | t (տ)   |           |                | k (կ)  |        |          |
| 破裂音     | 無気有声音 | b (բ)  |                 | d (դ)   |           |                | ɡ (գ)  |        |          |
| 破擦音     | 有気無声音 |        |                 | tsʰ (ց) | tʃʰ (չ)   |                |        |        |          |
| 破擦音     | 無気無声音 |        |                 | ts (ծ)  | tʃ (ճ)    |                |        |        |          |
| 破擦音     | 無気有声音 |        |                 | dz (ձ)  | dʒ (ջ)    |                |        |        |          |
| 摩擦音     | 無声音     |        | f (ֆ)           | s (ս)   | ʃ (շ)     |                |        | χ (խ)  | h (հ, յ) |
| 摩擦音     | 有声音     |        | v (վ, ւ, ու, ո) | z (զ)   | ʒ (ժ)     |                |        | ʁ (ղ)  |          |
| 接近音     | 接近音     |        |                 | ɹ~ɾ (ր) |           | j (յ, ե, ի, է) |        |        |          |
| はじき音   |            |        |                 | ɹ~ɾ (ր) |           |                |        |        |          |
| ふるえ音   | ふるえ音   |        |                 | r (ռ)   |           |                |        |        |          |
| 側面接近音 | 側面接近音 |        |                 | l (լ)   |           |                |        |        |          |

東アルメニア語の音声は古典アルメニア語における破裂音と破擦音の3種類の発音の区別（無気有声音、無気無声音、及び有気無声音）が保持されている。一方で西アルメニア語においては有声音と有気音の二種類しか弁別されない。（西アルメニア語#古典アルメニア語との差異も参照のこと）
少数の例外として、西アルメニア語同様に綴り上は有声音でありながら有気無声音として発音される単語も存在する。一例としてթագավոր (王) は [tʰɑkʰɑˈvɔɾ]と発音され、[tʰɑɡɑˈvɔɾ]とはならない。それ以外の例としてはձիգ, ձագ, կարգ, դադար, վարագույր等が存在する。これらの現象は、特にրに続く有声音に多く見受けられる。

## 正書法
東アルメニア語では旧正書法（en:Traditional Armenian Orthography）と新正書法（en:Reformed Armenian Orthography）のいずれかに基づいて綴られる。新正書法は1920年代にアルメニア・ソビエト社会主義共和国によって制定され、現在のアルメニア共和国においても広く用いられている。イラン国内の東アルメニア語話者は旧正書法を引き続いて用いている。とはいえ、これら二つの正書法間の差異は大きくなく、どちらの書法も相互に理解可能なものとなっている。

## 文法

### 代名詞
| 人称代名詞 | 人称代名詞                           | 人称代名詞                             | 人称代名詞       | 人称代名詞                           | 人称代名詞                           | 人称代名詞          | 人称代名詞 |
|            | 単数                                 | 単数                                   | 単数             |                                      | 複数                                 | 複数                | 複数       |
| 一人称     | 二人称                               | 三人称                                 | 一人称           | 二人称                               | 三人称                               |                     |            |
| ---------- | ------------------------------------ | -------------------------------------- | ---------------- | ------------------------------------ | ------------------------------------ | ------------------- | ---------- |
| 主格       | ես (es)                              | դու (du)                               | նա (na)          | մենք (menkʿ)                         | դուք (dukʿ)                          | նրանք (nrankʿ)      |            |
| 属格       | իմ (im)                              | քո (kʿo)                               | նրա (nra)        | մեր (mer)                            | ձեր (jer)                            | նրանց (nrancʿ)      |            |
| 与格       | ինձ (inj)                            | քեզ (kʿez)                             | նրան (nran)      | մեզ (mez)                            | ձեզ (jez)                            | նրանց (nrancʿ)      |            |
| 対格       | ինձ (inj)                            | քեզ (kʿez)                             | նրան (nran)      | մեզ (mez)                            | ձեզ (jez)                            | նրանց (nrancʿ)      |            |
| 奪格       | ինձնից (injnicʿ), ինձանից (injanicʿ) | քեզնից (kʿeznicʿ), քեզանից (kʿezanicʿ) | նրանից (nranicʿ) | մեզնից (meznicʿ), մեզանից (mezanicʿ) | ձեզնից (jeznicʿ), ձեզանից (jezanicʿ) | նրանցից (nrancʿicʿ) |            |
| 具格       | ինձնով (injnov), ինձանով (injanov)   | քեզնով (kʿeznov), քեզանով (kʿezanov)   | նրանով (nranov)  | մեզնով (meznov), մեզանով (mezanov)   | ձեզնով (jeznov), ձեզանով (jezanov)   | նրանցով (nrancʿov)  |            |
| 処格       | ինձնում (injnum), ինձանում (injanum) | քեզնում (kʿeznum), քեզանում (kʿezanum) | նրանում (nranum) | մեզնում (meznum), մեզանում (mezanum) | ձեզնում (jeznum), ձեզանում (jezanum) | նրանցում (nrancʿum) |            |

アルメニア語には親称と敬称の区別が存在し、դու, քո, քեզは親称として、語頭を大文字としたԴուք, Ձեր, Ձեզは敬称として用いられる。

### 名詞
東アルメニア語の名詞には主格・対格・属格・与格・奪格・具格・処格の7つの格があり、西アルメニア語よりも1つ多い。これら7つの格のうち、一部例外もあるものの、主格と対格、また属格と与格は同一の形をとり、名詞は5種類の形態に変化する事となる。またアルメニア語の名詞は数による変化（単数・複数）も行うが、性の区別は存在しない。
アルメニア語の格変化は属格の変化に基づいており、数種類の格変化のうち、とくに語尾がiまたはuで終わる変化が特に多く見受けられる。
| 奪格 | դաշտից /dɑʃˈtit͡sʰ/ | դաշտերից /dɑʃtɛˈɾit͡sʰ/ | գարուց /ɡɑˈɾut͡sʰ/ | գարիներից /ɡɑɾinɛˈɾit͡sʰ/ |
| 具格 | դաշտով /dɑʃˈtɔv/   | դաշտերով /dɑʃtɛˈɾɔv/   | գարով /ɡɑˈɾɔv/    | գարիներով /ɡɑɾinɛˈɾɔv/   |
| 処格 | դաշտում /dɑʃˈtum/  | դաշտերում /dɑʃtɛˈɾum/  | գարում /ɡɑˈɾum/   | գարիներում /ɡɑɾinɛˈɾum/  |

注:

- 東アルメニア語の奪格は/-it͡s/となり、西アルメニア語の-êとは異なる。
奪単 西 գարէ karê/東 գարուց /ɡɑɾut͡sʰ/
- 西アルメニア語で複数形がu型変化をするものに関して、東アルメニア語では複数形はi型変化となっている。
属複 西 գարիներու karineru/東 գարիների /ɡɑɾinɛˈɾi/

### 冠詞
英語等と同様にアルメニア語にも定冠詞と不定冠詞が存在する。東アルメニア語の不定冠詞はմի/mi/となり、名詞に先行して置かれる。
մի գիրք /mi ɡiɾkʰ/ ('a book', 主単), մի գրքի /mi ɡɾkʰi/ ('of a book', 属単)
定冠詞は名詞に接続する接尾辞として存在し、直前の単語の末尾が母音で終わる場合には-ն/-n/を、子音で終わる場合には-ը/-ə/が用いられる。ただし、後続の単語によっては子音で終わる単語に対しても-ն/-n/を用いる事がある。一例として、
մարդը/mɑɾdə/ ('the man', 主単)

գարին/ɡɑɾin/ ('the barley' 主単)

となるものが

Սա մարդն է։ /sɑ mɑɾdn ɛ/ ('This is the man')

Սա գարին է։/sɑ ɡɑɾin ɛ/ ('This is the barley')

となる。

### 形容詞
アルメニア語の形容詞は数変化せず、名詞に先行して置かれる。
լավ գիրքը /lɑv ɡiɾkʰə ('the good book', 主単)

լավ գրքի /lɑv ɡɾkʰi ('of the good book', 属複)

### 動詞
アルメニア語の動詞は現在形と未完了過去形を基本とし、これらを元として他の時制や法は様々な不変化詞や構文を用いて形成される。また第三の形態として過去形が存在し、これは他の不変化詞や構文を取らずに表される。（アルメニア語の動詞と東アルメニア語動詞の活用表も参照のこと）
東アルメニア語の現在時制には2つの活用形(a, e)がある。東アルメニア語においては、古典アルメニア語にあったe活用とi活用の区別が失われe活用に統合されている。
|                       | լինել /linɛl/ 'to be' | սիրել /siɾɛl/ 'to love' | կարդալ /kɑɾdɑl/ 'to read' |                  |
| 現在分詞              |                       |                         | սիրում /siɾum/            | կարդում /kɑɾdum/ |
| ես /jɛs/ (I)          | եմ /ɛm/               | սիրեմ /siɾɛm/           | կարդամ /kɑɾdɑm/           |                  |
| դու /du/ (you. sg)    | ես /ɛs/               | սիրես /siɾɛs/           | կարդաս /kɑɾdɑs/           |                  |
| նա /nɑ/ (he/she/it)   | է /ɛ/                 | սիրի /siɾi/             | կարդա /kɑɾdɑ/             |                  |
| մենք /mɛnkʰ/ (we)     | ենք /ɛnkʰ/            | սիրենք /siɾɛnkʰ/        | կարդանք /kɑɾdɑnkʰ/        |                  |
| դուք /dukʰ/ (you.pl)  | էք /ɛkʰ/              | սիրէք /siɾɛkʰ/          | կարդաք /kɑɾdɑkʰ/          |                  |
| նրանք /nɾɑnkʰ/ (they) | են /ɛn/               | սիրեն /siɾɛn/           | կարդան /kɑɾdɑn/           |                  |

現在進行形は、լինել linelの現在形を動詞の現在分詞に後続して置くことで形成される。
Ես կարդում եմ գիրքը։ [jɛs kɑɾdum ɛm ɡiɾkʰə/] (I am reading the book)

Ես սիրում եմ այդ գիրքը։ [jɛs siɾum ɛm ɑjd ɡiɾkʰə/] (I love that book)